# Hard boiled

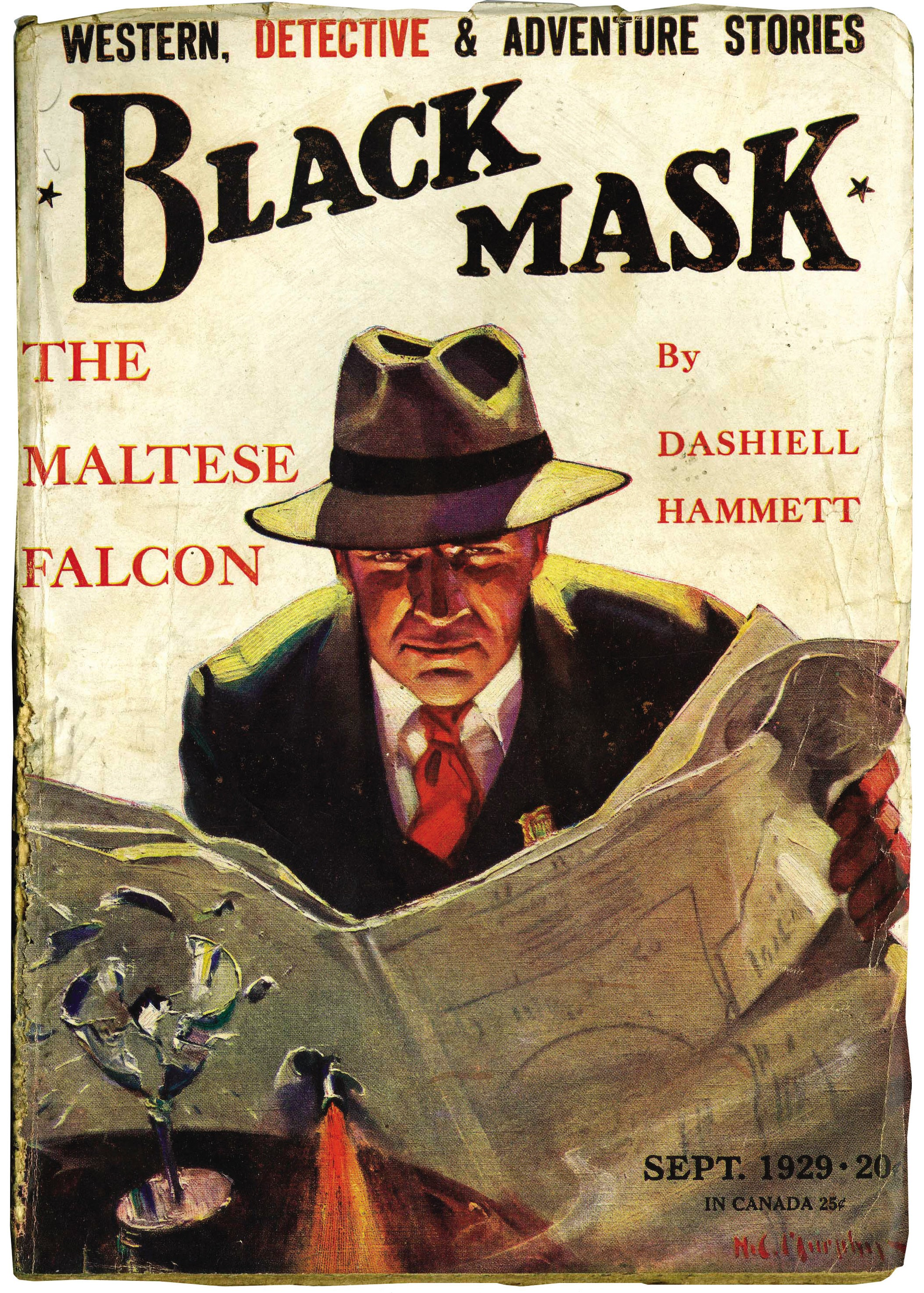
La copertina della rivista Black Mask, settembre 1929, che mostra la parte prima della serializzazione de Il falcone maltese, di Dashiell Hammett. Illustrazione del detective Sam Spade di Henry C. Murphy, Jr.

L'espressione inglese hard boiled si riferisce a un genere letterario che trova le proprie radici nei romanzi di Dashiell Hammett verso la fine degli anni venti e che venne perfezionato da Raymond Chandler nei tardi anni trenta.
Rientra nel genere poliziesco e si distingue dal giallo deduttivo per una rappresentazione realistica del crimine, della violenza e del sesso.

## Storia
Fin dalle sue origini il genere hard boiled fu pubblicato e strettamente collegato con le cosiddette riviste pulp, ad esempio Black Mask; successivamente molti romanzi hard boiled vennero pubblicati da case editrici specializzate in edizioni in brossura, comunemente note con il termine pulps. Di conseguenza, il termine pulp fiction è spesso usato come sinonimo di hard boiled. Negli Stati Uniti l'originario stile hard boiled è stato ripreso da innumerevoli autori.

## Etimologia
Il termine hard boiled (letteralmente: bollito fino a diventare duro) nasce da un'espressione colloquiale: per un uovo, essere "hard boiled" equivale ad essere sodo, duro. Il classico detective hard boiled (come il Sam Spade di Hammett o il Philip Marlowe di Chandler) non si limita a risolvere i casi, come fanno le loro controparti più tradizionali, ma affronta il pericolo e rimane coinvolto in scontri violenti. Il caratteristico detective hard boiled ha, difatti, un atteggiamento da "duro". Spade e Marlowe sono i due più importanti modelli grazie ai quali sono state elaborate le classiche caratteristiche del detective hard boiled: impudente, freddo, irriverente.

## Personaggi tipo e cliché
Il tipico detective americano di questi romanzi ha questi stereotipi:	
- È un investigatore privato che lavora da solo. Ha un'età compresa tra i 35 e i 45 anni, eterosessuale, ed è un tipo "duro" e solitario.
- Spesso si tratta di un veterano di guerra (Prima guerra mondiale, Seconda guerra mondiale, Corea o Vietnam). La frequente esposizione alla morte e alle difficoltà porta spesso a un atteggiamento cinico e insensibile, nonché a un tratto caratteriale oggi noto come disturbo da stress post-traumatico che caratterizza molti protagonisti dell'hardboiled.
- Ostenta diversi attributi da macho e di certo non è adatto per fare il padre di famiglia. Non ha molti amici. Da solo a casa, la sua "dieta" consiste in uova fritte, pancetta, caffè nero, sigarette e whiskey.
- Incontra casualmente i suoi conoscenti nei suoi luoghi di ritrovo preferiti, che sono degli ombrosi locali notturni dove si rivela essere un grande bevitore. Tuttavia non diventa mai talmente ubriaco da essere inconsapevole di chi lo circonda o non essere in grado di difendersi quando attaccato.
- Usa un linguaggio fortemente gergale, coniugando vocaboli usati dalla malavita a quelli attribuibili alla polizia. Solitamente egli è un personaggio laconico, abituato ad esprimersi per monosillabi; spesso si esprime usando metafore colorite, è sarcastico e raramente dotato di senso dell'umorismo.
- Ha sempre una pistola al suo fianco e non esita né nello sparare contro i criminali quando ne scorge la necessità, né nel farsi battere, se questo lo aiuta nelle indagini. Ha una certa attrattiva per le donne, soprattutto per le bellissime clienti bionde, che spesso si rivelano essere delle dark lady, che vengono presso il suo ufficio (situato ai piani alti di un grattacielo in centro) per addossare un investigatore privato al marito infedele.
- Il suo rapporto con le donne è quasi sempre conflittuale: molto spesso ha alle spalle una storia d'amore fallita, che lo ha lasciato in preda a una grande amarezza e disillusione. Solitamente appare come un misogino.
- È perennemente al verde e, tuttavia, chiede sempre una paga piuttosto bassa. I casi che spesso, a prima vista, sembrano essere semplici e lineari, quasi sempre si rivelano essere abbastanza intricati, forzando così il detective ad intraprendere una sorta di odissea attraverso gli scenari urbani. Questo lo porta spesso a scontrarsi con la malavita organizzata (i cosiddetti "racket") e a viaggiare per le strade più malfamate dell'America urbana, solitamente Los Angeles, New York o Chicago. Per questo ha la nomea di "cercaguai".
- Un detective privato hardboiled ha un atteggiamento ambiguo nei confronti della polizia. Spesso è un ex poliziotto lui stesso, con alle spalle una carriera finita per il suo rifiuto della disciplina o per non essersi piegato alla corruzione. Da un lato capisce che sia lui che i poliziotti combattono dalla stessa parte; dall'altro, specialmente quando si entra nel campo della corruzione, è disilluso e tende a fare tutto da solo, anche a costo di infrangere le regole.